# Macromedia Authorware
Macromedia Authorware är en programvara för att skapa multimedia. Programmet utvecklades ursprungligen av Macromedia men är numera uppköpt av Adobe.